# مايك هاكابي
مايكل هكبي (بالإنجليزية: Michael Huckabee) (ولد 1955) سياسي أمريكي وقسيس مسيحي معمداني وحاكم سابق لولاية أركنساس وأحد المرشحين لخوض الانتخابات الرئاسة الأمريكية لعام 2008 عن الحزب الجمهوري.
يحمل هكبي شهادة في الإلهيات وعمل قسيساً قبل خوضه الحياة السياسة. حصل أثناء انتخابات الحزب الجمهوري عام 2008 على المركز الأول في ولاية آيوا في الثالث من يناير، وعلى المركز الأول في ولاية ساوث كارولينا في التاسع عشر من يناير.

## مهنته السياسية

### نائب حاكم ولاية أركنساس، حملة 1992
في أول سباق سياسي له عام 1992، خسر هاكابي أمام السناتور الديمقراطي الحالي دايل بمبرز إذ حصل على 40 بالمئة من الأصوات في الانتخابات العامة. في نفس الانتخابات، تم انتخاب حاكم أركنساس، بيل كلينتون، رئيسًا للولايات المتحدة، ما جعل نائب الحاكم جيم غاي تاكر في منصب الحاكم الجديد بعد أن استقال كلينتون من منصبه. في عام 1993، حثّ رئيس الحزب الجمهوري في الولاية، إيسا هاتشينسون، هاكابي على الترشح في الانتخابات الخاصة لمنصب نائب الحاكم التي أُجريت في 27 يوليو. بعد أن أدرك أن خسارته السابقة جاءت من بين الديمقراطيين المحافظين الرئيسيين، خاض هاكابي حملةَ انتخابية محافظة بوضوح. في الانتخابات العامة اللاحقة، هزم نيت كولتر، الذي كان مدير حملة بمبرز الانتخابية في العام السابق، بنسبة 51 إلى 49 بالمئة. أصبح هاكابي ثاني جمهوري يشغل منصب نائب حاكم ولاية أركنساس منذ عصر إعادة الإعمار، إذ كان الأول هو موريس بريت الذي شغل المنصب بين عامي 1967 و1971.
في سيرته الذاتية من الأمل إلى أفق أسمى، تذكر هاكابي الاستقبال البارد الذي تلقاه من المؤسسة الديمقراطية في أركنساس عند انتخابه نائبًا للحاكم، قائلًا: «أُغلقت أبواب مكتبي بإحكام وبشكل عدائي من الداخل وتمت إزالة الأثاث والمعدات وصُرفت ميزانية المكتب إلى حد شبه معدوم قبل وصولنا. وبعد تسعة وخمسين يومًا من الغضب الشعبي، فُتحت الأبواب أخيرًا لأتمكن من شغل المنصب الذي تم انتخابي لتوليه قبل شهرين».
قدّم ديك موريس، الذي سبق له العمل مع بيل كلينتون، المشورة لهاكابي في حملاته الانتخابية عام 1993 و1994 و1998. علّق هاكابي على ذلك قائلًا إن موريس «صديقي الشخصي». ذكرت إحدى الصحف في تقرير عن فوز هاكابي عام 1993: «قال موريس إن الخطأ الذي يرتكبه الجمهوريون دائمًا هو أنهم ينتمون إلى فئة نوادي النخبة. ما أردنا فعله هو إطلاق حملة تقدمية تروق لجميع سكان أركنساس».
أوضح موريس قائلًا: «لذا بدأنا الحملة بإعلانات صوّرت مايك باعتباره شخصية معتدلة تشارك سكان أركنساس القيم ذاتها». ونتيجةً لذلك، تخلى عن دعمه السابق لمجلس مواطني المحافظين (سي سي سي) عندما، في أبريل عام 1994، وبعد حملة إعلامية معارضة للمجلس، انسحب هاكابي من خطاب كان مقررًا له في مؤتمرهم الوطني. ردد الاتهامات التي وجهتها إليه وسائل الإعلام ومنظمات الحقوق المدنية مثل مركز القانون الجنوبي للفقر بشأن ارتباطه السابق بالمجلس، قائلًا: «لن أشارك في أي برنامج له دلالات عنصرية. لقد قضيت حياتي في محاربة العنصرية ومعاداة السامية».
في عام 1994، أُعيد انتخاب هاكابي لولاية كاملة كنائب للحاكم، متغلبًا على المرشحة الديمقراطية، تشارلي كول تشافين، بنسبة تقارب 59 بالمئة من الأصوات. خلال فترة عمله كنائب للحاكم، قبل هاكابي مبلغ 71,500 دولار كرسوم مقابل إلقاء خطب وتكاليف سفر من مجموعة غير ربحية تُدعى أكشن أمريكا، وكانت شركة آر. جي. رينولدز للتبغ أكبر المساهمين في هذه المجموعة.
في أكتوبر عام 1995، أعلن ديفيد برايور تقاعده من مجلس الشيوخ الأمريكي، فأعلن هاكابي بدوره عن ترشحه للمقعد الشاغر وتقدم في استطلاعات الرأي، لكنه انسحب في نهاية المطاف من السباق لتولي منصب حاكم الولاية بعد استقالة الحاكم الحالي جيم غاي تاكر إثر إدانته بتهم الاحتيال والتآمر.
خلال حملته في ديسمبر، عارض هاكابي خطة الحاكم تاكر لعقد مؤتمر دستوري. وقد رُفضت الخطة من قِبَل الناخبين بنسبة 80 إلى 20 بالمئة في انتخابات خاصة. في يناير عام 1996، قاد هاكابي حملةً إعلامية من خلال إعلانات تلفزيونية ممولة من اللجنة الوطنية الجمهورية والحزب الجمهوري في أركنساس ضد استفتاء حول الطرق السريعة. كان تاكر يدعم الاستفتاء، الذي تضمن زيادات ضريبية وبرنامج سندات لتحسين 1300 ميل (2100 كيلومتر) من الطرق السريعة. أما بالنسبة للاستفتاء، خسر ملف السندات، الذي تضمن زيادة في ضريبة المبيعات وضريبة الوقود، بنسبة 87 إلى 13 بالمئة. أما الملف الثاني، المتعلق بزيادة خمسة سنتات على ضريبة وقود الديزل، فقد خسر بنسبة 86 إلى 14 بالمئة. عارض هاكابي خطة تاكر لدمج المدارس أيضًا.

## المواقف السياسية

### إسرائيل وفلسطين
يعتبر هكابي مؤيد قوي لإسرائيل ويعارض قيام الدولة الفلسطينية ويرفض الهوية الفلسطينية. كما أيد مستوطنات الضفة الغربية المخالفة للقانون الدولي. في عام 2008، صرح إنه "لا يوجد شيء اسمه فلسطيني". في عام 2017 في حدث في الضفة الغربية صرح أنه "لا يوجد شيء اسمه الضفة الغربية - إنها يهودا والسامرة. لا يوجد شيء اسمه مستوطنة. إنها مجتمعات. إنها أحياء. إنها مدن. لا يوجد شيء اسمه احتلال".
ووصف الهجوم الذي قادته حماس على إسرائيل في 7 أكتوبر/تشرين الأول 2023 بأنه "مروع" و"يفوق أي شيء رأيته في حياتي".

## روابط خارجية
- مايك هاكابي على موقع IMDb (الإنجليزية)
- مايك هاكابي على موقع الموسوعة البريطانية (الإنجليزية)
- مايك هاكابي على موقع روتن توميتوز (الإنجليزية)
- مايك هاكابي على موقع مونزينجر (الألمانية)
- مايك هاكابي على موقع إن إن دي بي (الإنجليزية)
- مايك هاكابي على موقع قاعدة بيانات الفيلم (الإنجليزية)